# تاكيشي شودو
تاكيشي شودو (首藤剛志 شودو تاكيشي)؛ (18 أغسطس 1949 - 29 أكتوبر 2010)، مؤلف ياباني.

## وفاته
توفي من نزف تحت العنكبوتية.

## أعماله في الأنمي

### مسلسلات أنمي تلفزيونية
- بوكيمون (تأليف الحبكة من البداية إلى الحلقة 158)
- البطل الذهبي (تأليف الحبكة)
- مغامرات حنين (تأليف الحبكة)
- بالديو (تأليف الحبكة)

### أفلام أنمي
- سلسلة أفلام بوكيمون
  - فيلم بوكيمون الأول: هجوم ميوتو (تأليف النص)
  - فيلم بوكيمون 2000: قوة الإتحاد (تأليف النص)
  - فيلم بوكيمون 3: إنتيه و تعويذة الأنون (تأليف النص; بالتعاون مع هيديكي سونودا)

## وصلات خارجية
- تاكيشي شودو على موقع IMDb (الإنجليزية)
- تاكيشي شودو على موقع ميوزك برينز (الإنجليزية)
- تاكيشي شودو على موقع قاعدة بيانات الأفلام السويدية (السويدية)
- تاكيشي شودو على موقع قاعدة بيانات الفيلم (الإنجليزية)
- تاكيشي شودو على موقع كينوبويسك (الروسية)
- صفحة Bulbapedia